# (414) Liriope
(414) Liriope ist ein Asteroid jenseits des äußeren Hauptgürtels, der am 16. Januar 1896 vom französischen Astronomen Auguste Charlois am Observatoire de Nice bei einer Helligkeit von 13,2 mag entdeckt wurde.
Der Asteroid ist benannt nach der Okeanide Leiriope, durch Kephissos Mutter von Narziss.
(414) Liriope wird zwar zu den Hauptgürtelasteroiden gezählt, bewegt sich aber außerhalb der Hecuba-Lücke und ist damit ein Mitglied der Cybele-Gruppe.

## Wissenschaftliche Auswertung
Aus Ergebnissen der IRAS Minor Planet Survey (IMPS) wurden 1992 Angaben zu Durchmesser und Albedo für zahlreiche Asteroiden abgeleitet, darunter auch (414) Liriope, für die damals Werte von 69,9 km bzw. 0,06 erhalten wurden. Eine Auswertung von Beobachtungen durch das Projekt NEOWISE im nahen Infrarot führte 2011 zu vorläufigen Werten für den Durchmesser und die Albedo im sichtbaren Bereich von 88,8 km bzw. 0,03.
Eine spektroskopische Untersuchung von 820 Asteroiden zwischen November 1996 und September 2001 am La-Silla-Observatorium in Chile ergab für (414) Liriope eine taxonomische Klassifizierung als C- bzw. Ch-Typ.
Photometrische Messungen des Asteroiden fanden erstmals statt vom 30. August bis 7. September 2011 am Observatorio Los Algarrobos (OLASU) in Uruguay. Aus der Lichtkurve wurde eine Rotationsperiode von 7,353 h abgeleitet.
Im Rahmen einer photometrischen Durchmusterung im Rahmen der Palomar Transient Factory (PTF) am Palomar-Observatorium in Kalifornien vom 6. Januar bis 23. Februar 2014 wurden auch von (414) Liriope während vier Nächten Aufnahmen gemacht. Die daraus erstellte Lichtkurve wurde zu einer vorläufigen Rotationsperiode von 7,4 h ausgewertet. Später wurde der Wert zu etwa 7,340 h präzisiert. Aus thermischen Infrarot-Daten wurde außerdem ein Durchmesser von 80,0 ± 1,0 km abgeleitet.
Neue photometrische Messungen des Asteroiden ab 22. November 2019 im Rahmen einer Zusammenarbeit von vier Observatorien der Grupo de Observadores de Rotaciones de Asteroides (GORA) in Argentinien erbrachten jedoch nach kurzer Zeit Ergebnisse, die nicht zu einer solchen Periode passten. Die Beobachtungen wurden daraufhin bis zum 15. Februar 2020 fortgeführt, um schließlich eine sichere Bestimmung einer Rotationsperiode von 11,005 h zu ermöglichen.
Mit dem Weltraumteleskop Transiting Exoplanet Survey Satellite (TESS) konnten während dessen Durchmusterung des Südhimmels 2018 bis 2019 auch Objekte des Sonnensystems beobachtet werden. Dabei wurden auch die Lichtkurven von fast 10.000 Asteroiden aufgezeichnet. Für (414) Liriope wurde aus Messungen etwa vom 20. bis 30. September 2018 eine Rotationsperiode von 11,0065 h erhalten.
Die längere Rotationsperiode bei diesen Beobachtungen gegenüber den früheren Angaben konnte durch eine photometrische Messung vom 22. Februar bis 7. März 2021 am Deep Sky West Observatory in New Mexico bestätigt werden, wo ebenfalls eine Periode von 11,007 h bestimmt wurde. Die Lichtkurve zeigte noch deutlicher als die Messung von 2019 drei unterschiedliche Maxima während einer Periode, während die ersten Auswertungen nur von zwei Maxima während einer Periode ausgegangen waren und dadurch fälschlicherweise einen Wert von ⅔ der korrekten Rotationsperiode annahmen.
Auch weitere Beobachtungen kamen zum gleichen Ergebnis, so vom 30. April bis 9. Mai 2022 während fünf Nächten am Organ Mesa Observatory in New Mexico (abgeleitete Periode 11,009 h) sowie vom 2. bis 21. April 2022 während sechs Nächten am New Mexico Skies Observatory in New Mexico (abgeleitete Periode 11,004 h).